# Andrea Cristiano
Andrea Cristiano (Chivasso, 15 luglio 1984) è un ex calciatore italiano, di ruolo centrocampista.

## Carriera
Cresciuto nella società torinese Eureka Settimo che nel 2001 lo cede alla Pro Vercelli dove milita per tre stagioni di cui due in prima squadra militante in Serie C2.
Nel 2004 passa all'AlbinoLeffe dove debutta in Serie B il 14 maggio 2005 in AlbinoLeffe-Triestina (3-1); poi nella stagione successiva viene ceduto in prestito nel Novara in Serie C1.
Nel 2006 torna all'Albinoleffe dove gioca con continuità in Serie B fino al 2010, quando viene nuovamente ceduto in prestito, all'Ascoli, dove colleziona 34 presenze. Il 22 giugno 2011 l'Ascoli non esercita l'opzione di riscatto, e Cristiano ritorna in maglia bluceleste. Il 20 agosto 2012 passa all'Empoli con la formula del prestito con diritto di riscatto di tutto il cartellino a fine stagione.
Il 16 gennaio 2013 risolve consensualmente il contratto con l'Empoli e torna alla Pro Vercelli, che acquista l'intero cartellino del giocatore.
Il 10 agosto 2013 rescinde il contratto che lo legava al club piemontese, firmando due giorni dopo un contratto biennale con il Varese.
Nel dicembre 2016 raggiunge l'accordo con la Colligiana che disputa il Campionato di Serie D.

## Statistiche

### Presenze e reti nei club
| Stagione            | Squadra             | Campionato          | Campionato | Campionato | Coppe nazionali | Coppe nazionali | Coppe nazionali | Coppe continentali | Coppe continentali | Coppe continentali | Altre coppe | Altre coppe | Altre coppe | Totale | Totale |
| Stagione            | Squadra             | Comp                | Pres       | Reti       | Comp            | Pres            | Reti            | Comp               | Pres               | Reti               | Comp        | Pres        | Reti        | Pres   | Reti   |
| ------------------- | ------------------- | ------------------- | ---------- | ---------- | --------------- | --------------- | --------------- | ------------------ | ------------------ | ------------------ | ----------- | ----------- | ----------- | ------ | ------ |
| 2002-2003           | Pro Vercelli        | C2                  | 12         | 0          | CIC             | ?               | ?               | -                  | -                  | -                  | -           | -           | -           | 12     | 0      |
| 2003-2004           | Pro Vercelli        | C2                  | 24+2       | 2+1        | CIC             | ?               | ?               | -                  | -                  | -                  | -           | -           | -           | 24     | 2      |
| Totale Pro Vercelli | Totale Pro Vercelli | Totale Pro Vercelli | 36+2       | 2+1        |                 | ?               | ?               |                    | -                  |                    |             | -           | -           | 36     | 2      |
| 2004-2005           | AlbinoLeffe         | B                   | 2          | 0          | CI              | 0               | 0               | -                  | -                  | -                  | -           | -           | -           | 2      | 0      |
| 2005-2006           | Novara              | C1                  | 27         | 5          | CIC             | ?               | ?               | -                  | -                  | -                  | -           | -           | -           | 27     | 5      |
| 2006-2007           | AlbinoLeffe         | B                   | 21         | 2          | CI              | 0               | 0               | -                  | -                  | -                  | -           | -           | -           | 21     | 2      |
| 2007-2008           | AlbinoLeffe         | B                   | 36+4       | 5          | CI              | 1               | 0               | -                  | -                  | -                  | -           | -           | -           | 37     | 5      |
| 2008-2009           | AlbinoLeffe         | B                   | 12         | 0          | CI              | 0               | 0               | -                  | -                  | -                  | -           | -           | -           | 12     | 0      |
| 2009-2010           | AlbinoLeffe         | B                   | 33         | 4          | CI              | 1               | 0               | -                  | -                  | -                  | -           | -           | -           | 33     | 4      |
| 2010-2011           | Ascoli              | B                   | 34         | 4          | CI              | 1               | 0               | -                  | -                  | -                  | -           | -           | -           | 34     | 4      |
| 2011-2012           | AlbinoLeffe         | B                   | 34         | 1          | CI              | 1               | 0               | -                  | -                  | -                  | -           | -           | -           | 35     | 1      |
| Totale AlbinoLeffe  | Totale AlbinoLeffe  | Totale AlbinoLeffe  | 137+4      | 12         |                 | 3               | 0               |                    | -                  |                    |             | -           | -           | 140    | 12     |
| 2012-gen. 2013      | Empoli              | B                   | 12         | 0          | CI              | 0               | 0               | -                  | -                  | -                  | -           | -           | -           | 12     | 0      |
| gen.-giu. 2013      | Pro Vercelli        | B                   | 17         | 3          | -               | -               | -               | -                  | -                  | -                  | -           | -           | -           | 17     | 3      |
| 2013-2014           | Varese              | B                   | 17+2       | 1          | CI              | 2               | 0               | -                  | -                  | -                  | -           | -           | -           | 21     | 1      |
| 2014-2015           | Varese              | B                   | 15         | 0          | CI              | 2               | 0               | -                  | -                  | -                  | -           | -           | -           | 17     | 0      |
| Totale Varese       | Totale Varese       | Totale Varese       | 32+2       | 1          |                 | 4               | 0               |                    | -                  | -                  |             | -           | -           | 38     | 1      |
| 2015-2016           | Lupa Roma           | LP                  | 19+2       | 2          | CI-LP           | 0               | 0               | -                  | -                  | -                  | -           | -           | -           | 21     | 2      |
| 2016-gen. 2017      | Ghiviborgo          | D                   | 9          | 2          | CI-D            | 0               | 0               | -                  | -                  | -                  | -           | -           | -           | 9      | 2      |
| gen.-giu. 2017      | Colligiana          | D                   | 18+1       | 3+1        | CI-D            | 0               | 0               | -                  | -                  | -                  | -           | -           | -           | 19     | 4      |
| 2017-2018           | Colligiana          | D                   | 35         | 4          | CI-D            | 1               | 0               | -                  | -                  | -                  | -           | -           | -           | 36     | 4      |
| Totale Colligiana   | Totale Colligiana   | Totale Colligiana   | 53+1       | 7+1        |                 | 1               | 0               |                    | -                  | -                  |             | -           | -           | 55     | 8      |
| Totale carriera     | Totale carriera     | Totale carriera     | 377+11     | 38+2       |                 | 9               | 0               |                    | -                  | -                  |             | -           | -           | 399    | 40     |